# نشانه نیکولسکی
نشانهٔ نیکولسکی (انگلیسی: Nikolsky's sign) یک نشانهٔ بالینی پوستی است که به نام پیوتر نیکولسکی (۱۸۵۸–۱۹۴۰)، یک پزشک روسی که در امپراتوری روسیه آموزش‌دیده و کار می‌کرد، نامگذاری شده است. این نشانه زمانی وجود دارد که مالش جزئی پوست منجر به لایه‌برداری یا پوست پوستی شدن خارجی‌ترین لایه شود. یک آزمایش معمولی قرار دادن پاک‌کن مداد در بالای ضایعه و چرخاندن محوری مداد بین انگشت شست و سبابه است. اگر ضایعه از پایه‌اش جدا شود (یعنی پوست کنده شود)، علامت نیکولسکی وجود دارد و مثبت تلقی می‌شود.
نشانهٔ نیکولسکی تقریباً همیشه در نشانگان استیونز–جانسون/نکروز سمی اپیدرم، نشانگان پوست‌ریزی‌دهنده استافیلوکوکی (به دلیل سم استافیلوکوک اورئوس) دیده می‌شود. این نشانه در پمفیگوس ولگاریس، پمفیگوس فولیاسه هم دیده می‌شود. نشانهٔ نیکولسکی در افتراق میان پمفیگوس ولگاریس یا پمفیگوئید غشای مخاطی (که نشانهٔ نیکولسکی دارند) و پمفیگوئید تاولی (که نشانهٔ نیکولسکی ندارند) مفید است.
ایجاد تاول‌های جدید بر اثر فشار خفیف (نیکلسکی مستقیم) و کنده شدن پوست در اثر مالش (نیکولسکی غیرمستقیم) نشانهٔ پمفیگوس ولگاریس است، البته نه یک نشانهٔ ۱۰۰٪ قابل اعتماد. علاوه بر این، برای تعیین عدم وجود اتصالات درون سلولی که سلول‌های اپیدرمی را در کنار هم نگه می‌دارند، باید از معاینه فیزیکی دیگری به نام نشانه آسبو-هانسن استفاده شود.